# Toray Pan Pacific Open 2019 - Qualificazioni singolare
Le qualificazioni del singolare femminile del Toray Pan Pacific Open 2019 sono state un torneo di tennis preliminare per accedere alla fase finale della manifestazione. Le vincitrici dell'ultimo turno sono entrate di diritto nel tabellone principale. In caso di ritiro di una o più giocatrici aventi diritto a queste sono subentrati le lucky loser, ossia le giocatrici che hanno perso nell'ultimo turno ma che avevano una classifica più alta rispetto alle altre partecipanti che avevano comunque perso nel turno finale.

## Teste di serie
1. Alizé Cornet (qualificata)
2. Zarina Diyas (qualificata)
3. Astra Sharma (primo turno, ritirata)
4. Whitney Osuigwe (ultimo turno, Lucky loser)
5. Katarzyna Kawa (ultimo turno, Lucky loser)
6. Liudmila Samsonova (ultimo turno)

1. Nicole Gibbs (qualificata)
2. Francesca Di Lorenzo (primo turno)
3. Kristína Kučová (primo turno)
4. Varvara Flink (qualificata)
5. Han Xinyun (qualificata)
6. Kurumi Nara (ultimo turno)

## Qualificate
1. Alizé Cornet
2. Zarina Dijas
3. Han Xinyun

1. Nicole Gibbs
2. Varvara Flink
3. Viktorija Tomova

### Lucky loser
1. Katarzyna Kawa

1. Whitney Osuigwe

## Tabellone

### Legenda
| - Q = Qualificato - WC = Wild card - LL = Lucky loser | - ALT = Alternate - SE = Special Exempt - PR = Protected Ranking | - w/o = Walkover - r = Ritirato - d = Squalificato |

### Sezione 1
|  | Primo turno | Primo turno     | Primo turno     | Primo turno | Primo turno |  |  | Ultimo turno | Ultimo turno | Ultimo turno | Ultimo turno | Ultimo turno |  |
|  |             |                 |                 |             |             |  |  |              |              |              |              |              |  |
|  | 1           | Alizé Cornet    | Alizé Cornet    | 6           | 6           |  |  |              |              |              |              |              |  |
|  | WC          | Moyuka Uchijima | Moyuka Uchijima | 0           | 4           |  |  | 1            | Alizé Cornet | 63           | 7            | 6            |  |
|  |             | Momoko Kobori   | Momoko Kobori   | 3           | 2           |  |  | 12           | Kurumi Nara  | 7            | 62           | 2            |  |
|  | 12          | Kurumi Nara     | Kurumi Nara     | 6           | 6           |  |  |              |              |              |              |              |  |

### Sezione 2
|  | Primo turno | Primo turno     | Primo turno     | Primo turno | Primo turno |  |  | Ultimo turno | Ultimo turno  | Ultimo turno  | Ultimo turno | Ultimo turno |  |
|  |             |                 |                 |             |             |  |  |              |               |               |              |              |  |
|  | 2           | Zarina Diyas    | Zarina Diyas    | 6           | 6           |  |  |              |               |               |              |              |  |
|  |             | Miharu Imanishi | Miharu Imanishi | 1           | 4           |  |  | 2            | Zarina Diyas  | Zarina Diyas  | 6            | 6            |  |
|  | WC          | Kyōka Okamura   | Kyōka Okamura   | 6           | 6           |  |  | WC           | Kyōka Okamura | Kyōka Okamura | 1            | 2            |  |
|  | 9           | Kristína Kučová | Kristína Kučová | 2           | 1           |  |  |              |               |               |              |              |  |

### Sezione 3
|  | Primo turno | Primo turno  | Primo turno | Primo turno | Primo turno |  |  | Ultimo turno | Ultimo turno | Ultimo turno | Ultimo turno | Ultimo turno |  |
|  |             |              |             |             |             |  |  |              |              |              |              |              |  |
|  | 3           | Astra Sharma | 6           | 1           | r           |  |  |              |              |              |              |              |  |
|  |             | Yuki Naito   | 1           | 4           |             |  |  |              | Yuki Naito   | 3            | 6            | 1            |  |
|  |             | Risa Ozaki   | Risa Ozaki  | 2           | 3           |  |  | 11           | Han Xinyun   | 6            | 4            | 6            |  |
|  | 11          | Han Xinyun   | Han Xinyun  | 6           | 6           |  |  |              |              |              |              |              |  |

### Sezione 4
|  | Primo turno | Primo turno            | Primo turno   | Primo turno | Primo turno |  |  | Ultimo turno | Ultimo turno    | Ultimo turno    | Ultimo turno | Ultimo turno |  |
|  |             |                        |               |             |             |  |  |              |                 |                 |              |              |  |
|  | 4           | Whitney Osuigwe        | 6             | 5           | 6           |  |  |              |                 |                 |              |              |  |
|  |             | Leylah Annie Fernandez | 4             | 7           | 2           |  |  | 4            | Whitney Osuigwe | Whitney Osuigwe | 4            | 3            |  |
|  |             | Ayano Shimizu          | Ayano Shimizu | 2           | 3           |  |  | 7            | Nicole Gibbs    | Nicole Gibbs    | 6            | 6            |  |
|  | 7           | Nicole Gibbs           | Nicole Gibbs  | 6           | 6           |  |  |              |                 |                 |              |              |  |

### Sezione 5
|  | Primo turno | Primo turno    | Primo turno | Primo turno | Primo turno |  |  | Ultimo turno | Ultimo turno   | Ultimo turno   | Ultimo turno | Ultimo turno |  |
|  |             |                |             |             |             |  |  |              |                |                |              |              |  |
|  | 5           | Katarzyna Kawa | 6           | 2           | 6           |  |  |              |                |                |              |              |  |
|  |             | Mayo Hibi      | 4           | 6           | 4           |  |  | 5            | Katarzyna Kawa | Katarzyna Kawa | 1            | 63           |  |
|  | WC          | Mai Hontama    | 3           | 7           | 3           |  |  | 10           | Varvara Flink  | Varvara Flink  | 6            | 7            |  |
|  | 10          | Varvara Flink  | 6           | 610         | 6           |  |  |              |                |                |              |              |  |

### Sezione 6
|  | Primo turno | Primo turno          | Primo turno | Primo turno | Primo turno |  |  | Ultimo turno | Ultimo turno       | Ultimo turno | Ultimo turno | Ultimo turno |  |
|  |             |                      |             |             |             |  |  |              |                    |              |              |              |  |
|  | 6           | Liudmila Samsonova   | 2           | 6           | 7           |  |  |              |                    |              |              |              |  |
|  | WC          | Akiko Ōmae           | 6           | 4           | 5           |  |  | 6            | Liudmila Samsonova | 6            | 0            | 4            |  |
|  |             | Viktoriya Tomova     | 3           | 6           | 6           |  |  |              | Viktoriya Tomova   | 3            | 6            | 6            |  |
|  | 8           | Francesca Di Lorenzo | 6           | 3           | 1           |  |  |              |                    |              |              |              |  |